# الان اسيار
الان اسيار (بالإسبانية: Alan Aciar)‏ (12 فبراير 1988 ببوينس آيرس في الأرجنتين - ) هو لاعب كرة قدم أرجنتيني في مركز الدفاع. لعب مع برسيجا جاكارتا وسبورتيفو ديسامبارادوس ونادي راسينغ ونادي سان لورينزو.

## وصلات خارجية
- الان اسيار على موقع قاعدة بيانات كرة القدم.إي يو (الإنجليزية)
- الان اسيار على موقع Soccerway.com (الإنجليزية)